# Église évangélique luthérienne en République de Namibie
L’Église évangélique luthérienne en République de Namibie (Evangelical Lutheran Church in the Republic of Namibia - ELCRN) est la deuxième plus grande église d’obédience luthérienne en Namibie. Elle compte 420 000 membres et 54 paroisses. Son siège est à  Windhoek. 
Elle est membre de la Fédération mondiale luthérienne. 
Elle s'est groupée avec les deux autres églises luthériennes de Namibie, l’Église évangélique luthérienne en Namibie et l’Église évangélique luthérienne germanophone en Namibie, au sein d'une union d'églises, le "Conseil uni des églises luthériennes namibiennes" (United Church Council: Namibia Evangelical Lutheran Churches), avec comme but de fusionner en une seule église.

## Histoire
L’ELCRN est issue des paroisses créées dans le Sud-Ouest africain à partir de 1842 par la société missionnaire allemande dite Mission rhénane (de son nom complet : Société des missions du Rhin).
Le 4 octobre 1957, elle fut constituée en église indépendante sous le nom d’Église évangélique luthérienne du Sud-Ouest africain, avant de prendre son nom actuel en 1970. L’Église évangélique luthérienne du Sud-Ouest africain s’associa à l’Église évangélique luthérienne d’Ovambo-Kavombo (future église évangélique luthérienne en Namibie) dans son soutien à la lutte contre l’apartheid et pour l’indépendance de la Namibie.
En 2007, l’ELCRN s’unit avec l'Église évangélique luthérienne en Namibie (Evangelical Lutheran Church in Namibia) et l’ Église évangélique luthérienne germanophone en Namibie pour former le "Conseil uni des églises luthériennes namibiennes" (United Church Council: Namibia Evangelical Lutheran Churches), avec comme but de transformer à terme cette union d’églises en une seule église.

## Organisation
L’église est organisée en six consistoires et 54 paroisses. Un évêque est à sa tête. Les évêques successifs depuis 1957 ont été :
- Hans Karl Diehl (1957–1972)
- Johannes Lukas de Vries (1972–1979)
- Hendrik Frederick (1979–1993)
- James Ngapurue (1993–1995)
- Petrus Diergaardt (1995–2001)
- Zephania Kameeta (2001–3 novembre 2013)
- Ernst ǁGamxamûb (depuis le 3 novembre 2013)[4],[5].

## Affiliations
L’ELCRN fait partie des organisations suivantes :
- Fédération luthérienne mondiale
- Communion luthérienne en Afrique australe
- "Conseil uni des églises luthériennes namibiennes" (United Church Council: Namibia Evangelical Lutheran Churches )
- "Conseil des Églises en Namibie" (Council of Churches in Namibia)
- Conseil œcuménique des Églises (COE)